# Phaethon lepturus
Il fetonte codabianca (Phaethon lepturus, Daudin 1802) o fetonte beccogiallo è una specie di uccello dell'ordine dei Fetontiformi. Il fetonte codabianca appartiene alla famiglia dei fetonti, che conta altre due specie.

## Descrizione

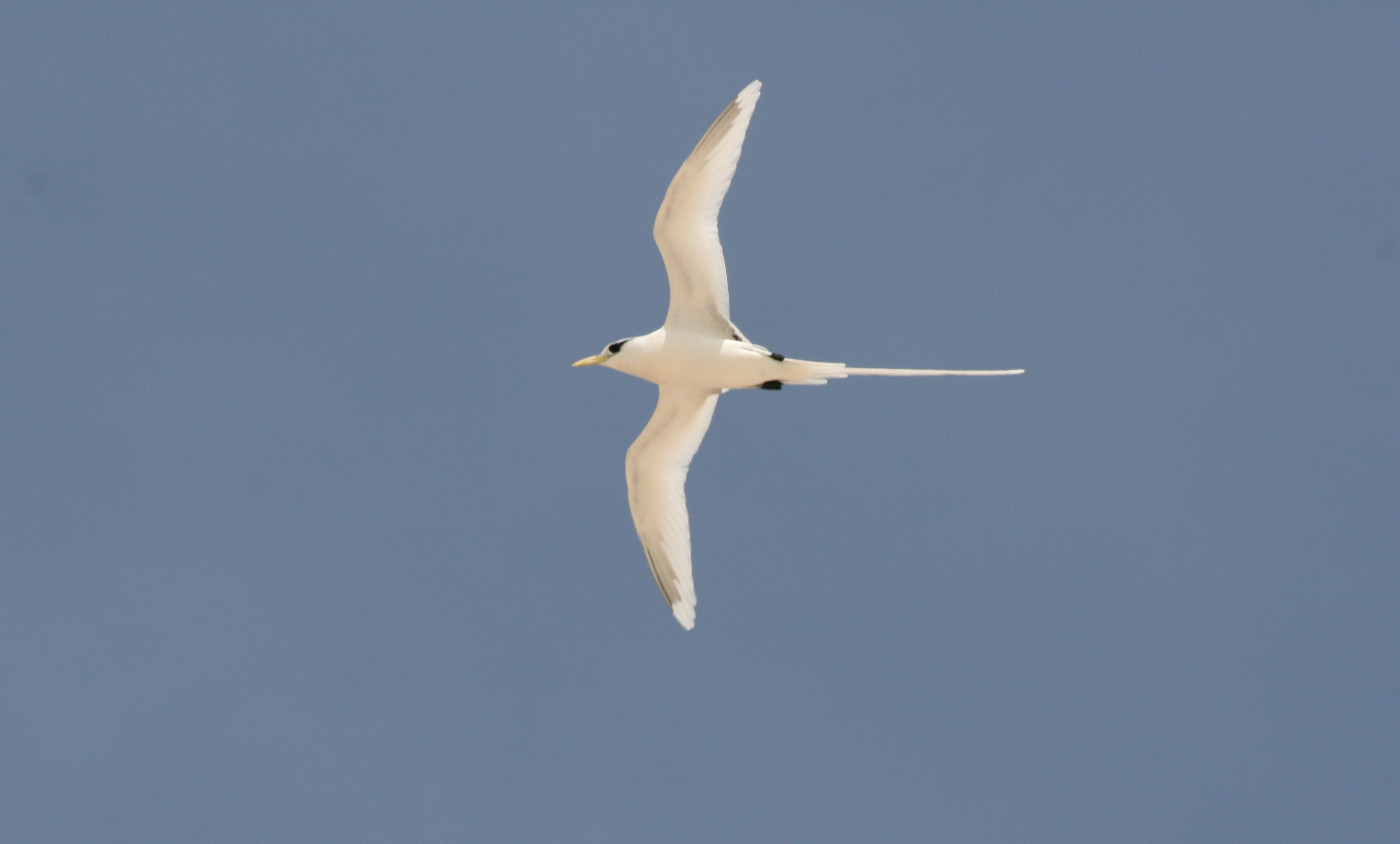
In volo

Il fetonte codabianca è un uccello di mare snello, dal piumaggio principalmente bianco, lungo circa 71–80 cm incluse le lunghe timoniere centrali della coda che ne raddoppiano la lunghezza totale. L'apertura alare è di circa 89–96 cm e le ali hanno una banda nera sulla parte interna. Il becco è giallo-arancio o arancio-rosso. Sugli occhi ha una breve macchia nera. I due sessi sono simili anche se in media i maschi posseggono le timoniere della coda più lunghe. Queste penne mancano nei pulli, che hanno anche un piumaggio sottilmente barrato sul dorso ed il becco giallo-verde. La sottospecie P. l fulvus ha un piumaggio bianco dorato.

## Sistematica
Phaethon lepturus ha sei sottospecie:
- Phaethon lepturus lepturus
- Phaethon lepturus fulvus
- Phaethon lepturus dorotheae
- Phaethon lepturus catesbyi
- Phaethon lepturus ascensionis
- Phaethon lepturus europae

## Distribuzione e habitat

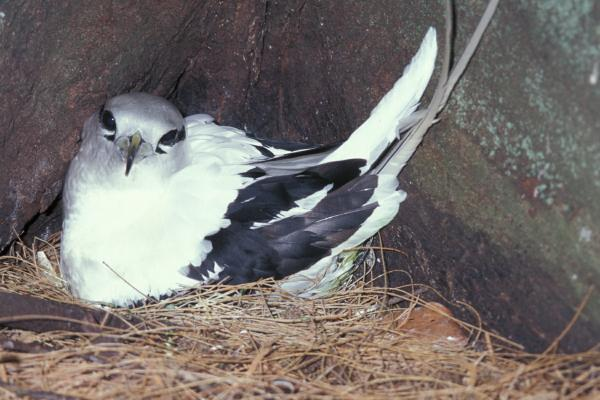
Presso le Isole Midway

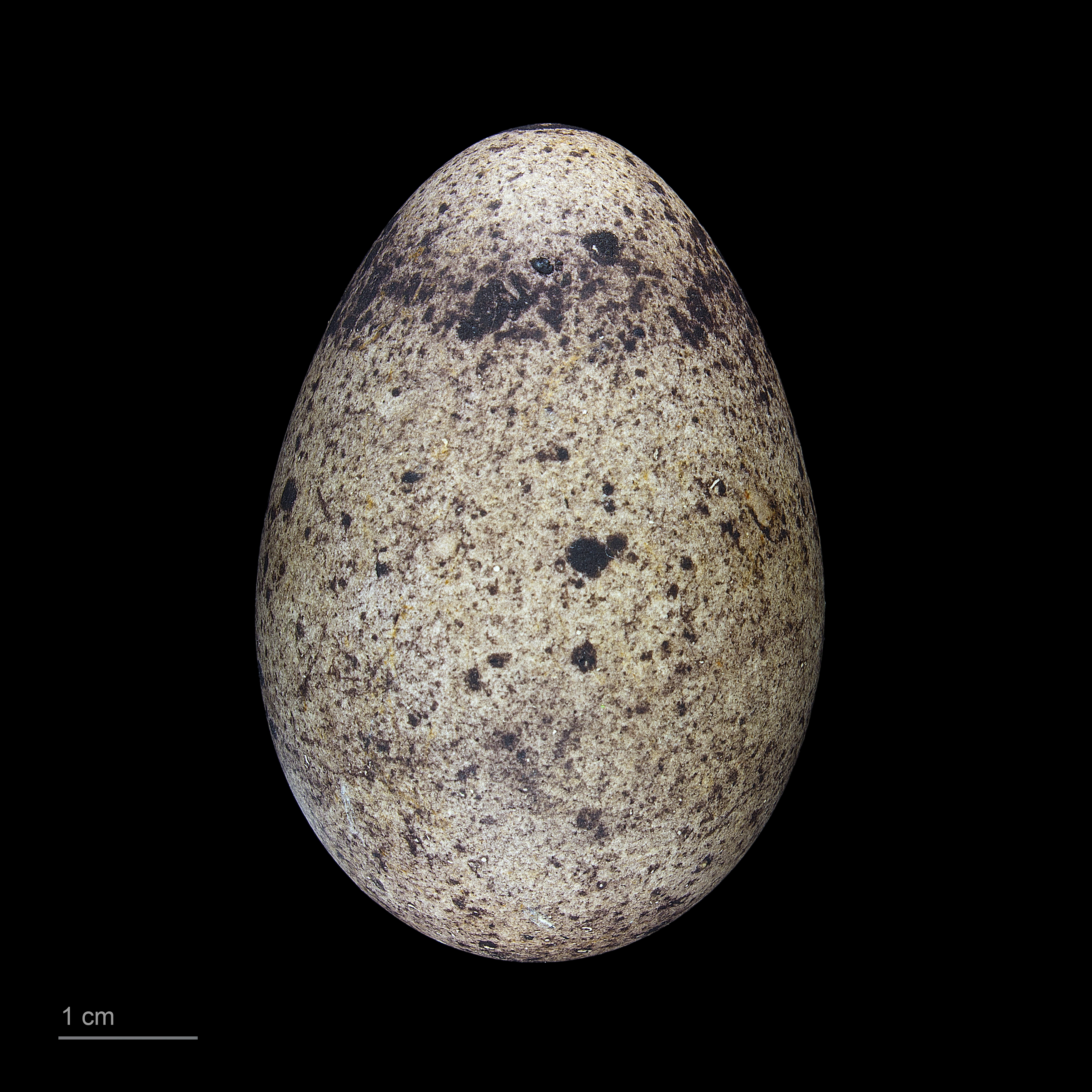
Uovo di Phaethon lepturus

Questo uccello è diffuso nelle aree tropicali di tutti gli oceani ad eccezione del Pacifico orientale. In particolare P. l. lepturus vive nell'Oceano Indiano; P. l fulvus vive su Christmas Island; P. l. dorotheae vive nel Pacifico tropicale occidentale e centrale; P. l. catesbyi vive nei Caraibi e sulle Bermude; P. l. ascensionis vive sull'Isola di Ascensione; infine P. l. europae vive su Europa e nel Canale di Mozambico.

## Biologia
I fetonti codabianca nidificano sulle isole tropicali. La femmina depone un solo uovo sul terreno spoglio o su una sporgenza di una scogliera. Quando non sono nella colonia, diventano uccelli solitari e si allontanano percorrendo anche grandi distanze.
Si cibano di pesci e di calamari catturati nelle vicinanze della superficie poiché sono deboli nuotatori.
Il richiamo è un alto grido simile ad un chiii-chiii-crrt-crrt-crrt.